# 茶亭鎮
茶亭鎮（ちゃていちん）は、中華人民共和国湖南省長沙市望城区の鎮。

## 行政区画
- 梅花嶺社区
- 東城社区
- 九峰山村
- 獅子嶺村
- 譚家園村
- 西湖寺村
- 戴公橋村
- 洪開橋村
- 大竜村
- 泉豊村
- 蘇蓼村
- 望群村
- 楊家坪村

## 歴史
1958年、銅官人民公社。1961年、茶亭公社、西湖公社として分離独立。1984年、茶亭公社、西湖公社はそれぞれ茶亭郷、西湖郷と改編した。1995年、茶亭郷、西湖郷が合併して茶亭鎮となる。

## 地理
茶亭鎮は望城区西北部に位置し、北は金竜鎮と、東南は橋駅鎮と、南は丁字湾街道と、西は銅官街道・東城鎮と、東北は高家坊鎮とそれぞれ接している。
- 河川：湘江
- 湖泊：茶亭水庫
- 山峰：黒麋峰（中国語版）

## 教育
- 梅園中学
- 梅花嶺小学

## 交通

### 道路
- 240国道
- G0421許広高速公路
- S201省道

## 観光
- 惜字塔[2]

## ギャラリー
- 菜の花
- 惜字塔